# ایوانا باکرو
ایوانا باکرو ماسیاس (به انگلیسی: Ivana Baquero Macías) (زادهٔ ۲۱ ژوئن ۱۹۹۴)، بازیگر اسپانیایی است. او در سن ۱۱ سالگی توسط گیرمو دل تورو برای ایفای نقش اوفلیا در فیلم اسپانیایی هزارتوی پن (۲۰۰۶) انتخاب شد که به موجب آن مورد تحسین قرار گرفت و برندهٔ جایزه گویا برای بهترین بازیگر زن تازه‌کار شد.
از فیلم‌هایی که وی در آن نقش داشته است می‌توان به روماسانتا، روتوایلر، دختر جدید، جمعه سیاه و ایفای نقش اِرتِریا در مجموعه تلویزیونی خیال‌پردازی رویدادنامه شانارا اشاره کرد.